# Dead Eyes See No Future
Dead Eyes See No Future es un EP de la banda de death metal melódico Arch Enemy. Fue publicado el 2 de noviembre de 2004 a través de Century Media Records. El título del álbum fue tomado de una pista del álbum Anthems of Rebellion.
Burning Angel, We Will Rise y Heart of Darkness fueron tomadas de un concierto en el Elíseo Montmartre en París, Francia el 27 de febrero de 2004. Las grabaciones originales de Burning Angel y Heart of Darkness se encuentran en el álbum Wages of Sin, mientras que We Will Rise se encuentra en el álbum Anthems of Rebellion.
Symphony of Destruction es una versión de Megadeth, Kill With Power es una versión de Manowar y Incarnated Solvent Abuse es una versión de Carcass.
El EP también cuenta con el vídeo de We Will Rise.

## Lista de canciones
1. "Dead Eyes See No Future" - (4:17)
2. "Burning Angel" - (4:46)
3. "We Will Rise" - (4:15)
4. "Heart of Darkness" - (4:52)
5. "Symphony of Destruction" - (4:02)
6. "Kill With Power" - (3:30)
7. "Incarnated Solvent Abuse" - (7:07)
8. "We Will Rise" (Video)[2]

## Créditos

### Integrantes
- Angela Gossow − voz
- Michael Amott − guitarra
- Christopher Amott − guitarra
- Sharlee D'Angelo − bajo
- Daniel Erlandsson − batería

Teclado por Per Wiberg

### Producción
- Andy Sneap - (Productor)
- Andy Sneap - (Ingeniero)
- Andy Sneap - (Mezcla)
- Arch Enemy - (Fotografía)
- Michael Amott - (Arte)
- George Bravo - (Director)
- Nick Mallinson - (Asistente)
- Masa Noda - (Fotografía)
- Paul Harries - (Fotografía)
- Rickard Bengtsson - (Productor)
- Rickard Bengtsson - (Ingeniero)
- Simon Ainge - (Copilación)
- Simon Ainge - (Enhanced CD Audio Creation)[2]